# Marek Sawczenko

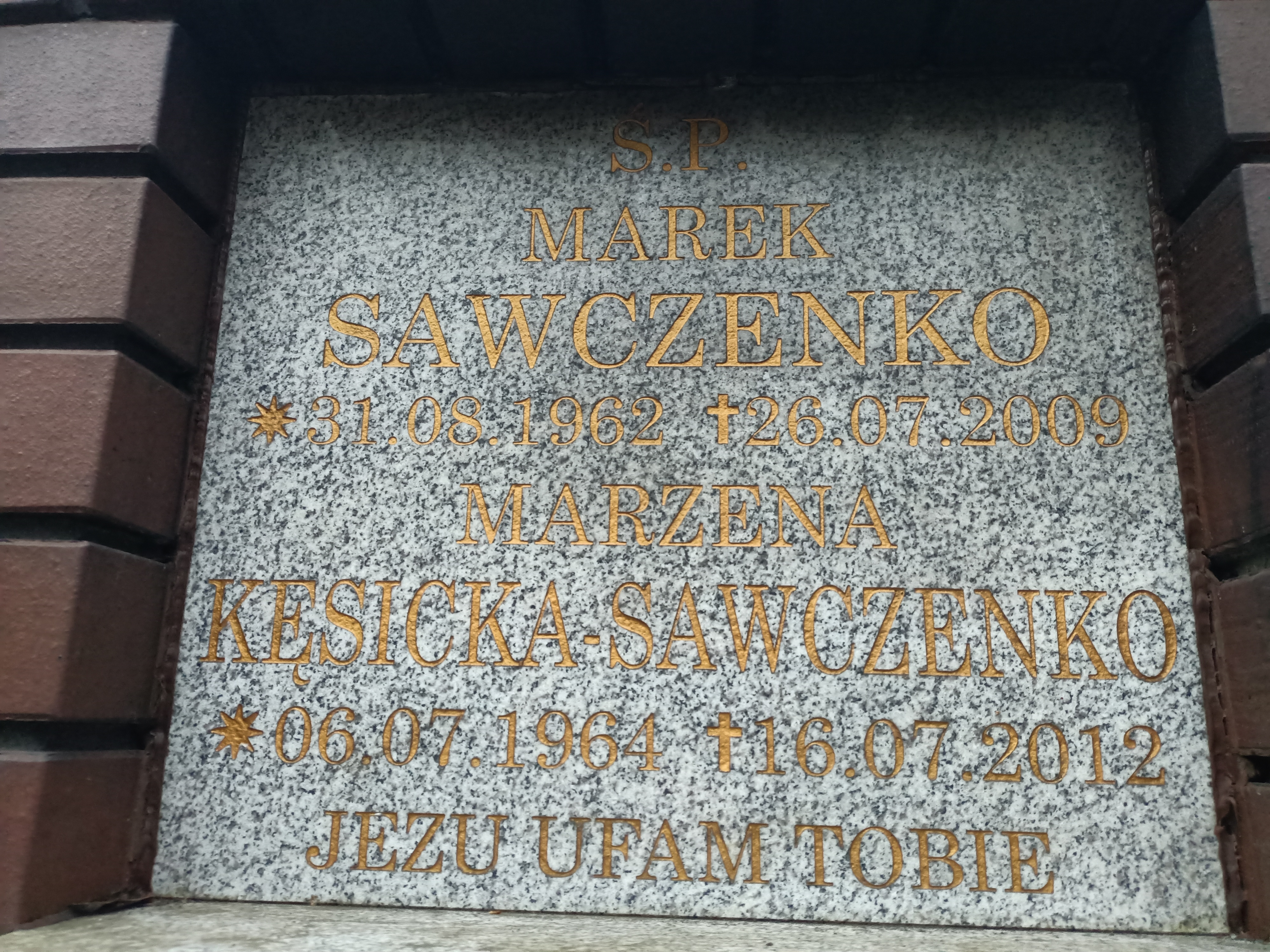
Grób Marka Sawczenki na Cmentarzu Powązkowskim

Marek Sawczenko (ur. 31 sierpnia 1962, zm. 30 lipca 2009) – polski kierowca wyścigowy.

## Biografia
W 1997 roku zadebiutował w WSMP. Rywalizował wówczas Fiatem Cinquecento 900 w barwach Autoklubu Rzemieślnik Warszawa. Ścigając się w klasie A-1000, zajął dziewiąte miejsce w Poznaniu, dzięki czemu uzyskał dwa punkty i dziewiąte miejsce w klasyfikacji końcowej sezonu. W 2000 roku zmienił pojazd na jednomiejscową Estonię 25. W grupie E zajął siódme miejsce na koniec sezonu, a w klasie E-2000 – trzecie. W sezonie 2001 był szósty w Formule Super Sport. Sezon 2002 zakończył na piątym miejscu, zostawszy również wicemistrzem w klasie E-2000. W roku 2003 był czwarty w klasyfikacji formuł wyścigowych. Podczas sezonu 2004 zdobył pierwsze podium, finiszując na trzecim miejscu podczas rundy w Kielcach. Tamten rok Sawczenko zakończył na piątym miejscu. W sezonie 2005 został wicemistrzem Polski. W 2006 roku zrezygnował ze ścigania w formułach.
Został pochowany na cmentarzu Powązkowskim (kwatera Kolumbarium-42-1).

## Wyniki w Polskiej Formule 3
| Legenda oznaczeń w tabelach wyników Wyświetl szablon na nowej stronie | Legenda oznaczeń w tabelach wyników Wyświetl szablon na nowej stronie                                                                     |
| Oznaczenie                                                            | Wyjaśnienie |
| --------------------------------------------------------------------- | --- |
| Złoty                                                                 | Zwycięzca lub mistrzostwo |
| Srebrny                                                               | 2. miejsce lub wicemistrzostwo |
| Brązowy                                                               | 3. miejsce lub II wicemistrzostwo |
| Zielony                                                               | Ukończył, punktował (w klasyfikacji generalnej, gdy zdobył co najmniej jeden punkt na przestrzeni sezonu, poza trzema powyższymi opcjami) |
| Niebieski                                                             | Ukończył, nie punktował (w klasyfikacji generalnej, gdy nie zdobył co najmniej jednego punktu na przestrzeni sezonu)                      |
| Czerwony                                                              | Nie zakwalifikował się (NZ) |
| Czerwony                                                              | Nie prekwalifikował się (NPK) |
| Różowy                                                                | Nie ukończył (NU) |
| Różowy                                                                | Niesklasyfikowany (NS) (w klasyfikacji generalnej, gdy nie został sklasyfikowany w żadnym wyścigu sezonu)                                 |
| Czarny                                                                | Zdyskwalifikowany (DK) |
| Czarny                                                                | Wykluczony (WYK/EX) |
| Biały                                                                 | Nie wystartował (NW) |
| Biały                                                                 | Kontuzjowany (K/INJ) |
| Biały                                                                 | Wyścig odwołany (OD/C) |
| Bez koloru                                                            | Został wycofany (WYC/WD) |
| Bez koloru                                                            | Nie przybył (NP/DNA) |
| Bez koloru                                                            | Nie brał udziału w treningach (NT/DNP) |
| Bez koloru                                                            | Nie został zgłoszony (–) |
| Pogrubienie                                                           | Start z pole position |
| Kursywa                                                               | Najszybsze okrążenie wyścigu |
| †                                                                     | Nie ukończył, ale jego rezultat został zaliczony ze względu na przejechanie więcej niż 90% dystansu wyścigu.                              |
| *                                                                     | Sezon w trakcie |
| 1/2/3                                                                 | Punktowana pozycja w sprincie kwalifikacyjnym                                                                                             |
| Lista systemów punktacji Formuły 1                                    | |

| Rok  | Zespół                        | Samochód   | Silnik | Wyniki w poszczególnych eliminacjach | Wyniki w poszczególnych eliminacjach | Wyniki w poszczególnych eliminacjach | Wyniki w poszczególnych eliminacjach | Wyniki w poszczególnych eliminacjach | Wyniki w poszczególnych eliminacjach | Wyniki w poszczególnych eliminacjach | Wyniki w poszczególnych eliminacjach | Wyniki w poszczególnych eliminacjach | Pkt. | Msc. |
| ---- | ----------------------------- | ---------- | ------ | ------------------------------------ | ------------------------------------ | ------------------------------------ | ------------------------------------ | ------------------------------------ | ------------------------------------ | ------------------------------------ | ------------------------------------ | ------------------------------------ | ---- | ---- |
| 2000 |                               |            |        | Polska                               | Polska                               | Polska                               | Polska                               | Polska                               | Polska                               | Polska                               |                                      |                                      | 32   | 7    |
| 2000 | Autoklub Rzemieślnik Warszawa | Estonia 25 | Łada   | NU                                   | 6                                    | 5                                    | NU                                   | -                                    | -                                    | 8                                    |                                      |                                      | 32   | 7    |
| 2001 |                               |            |        | Polska                               | Polska                               | Polska                               | Polska                               | Polska                               | Polska                               | Polska                               |                                      |                                      | 56   | 6    |
| 2001 | Automobilklub Rzemieślnik     | Estonia 25 | Łada   | NU                                   | 5                                    | 6                                    | ?                                    | ?                                    | ?                                    | ?                                    |                                      |                                      | 56   | 6    |
| 2002 |                               |            |        | Polska                               | Polska                               | Polska                               | Polska                               | Polska                               | Polska                               |                                      |                                      |                                      | 86   | 5    |
| 2002 | Automobilklub Rzemieślnik     | Estonia 25 | Łada   | 5                                    | 5                                    | 6                                    | 7                                    | NU                                   | 5                                    |                                      |                                      |                                      | 86   | 5    |
| 2003 |                               |            |        | Polska                               | Polska                               | Polska                               | Polska                               | Polska                               | Czechy                               | Polska                               |                                      |                                      | 68   | 4    |
| 2003 | Automobilklub Rzemieślnik     | Estonia 25 | Łada   | 4                                    | ?                                    | ?                                    | 6                                    | 4                                    | ?                                    | ?                                    |                                      |                                      | 68   | 4    |
| 2004 |                               |            |        | Polska                               | Polska                               | Polska                               | Polska                               | Czechy                               | Czechy                               | Polska                               |                                      |                                      | 132  | 5    |
| 2004 | F.J. Team                     | Estonia 25 | Fiat   | NW                                   | NW                                   | 7                                    | 3                                    | 6                                    | 4                                    | 4                                    |                                      |                                      | 132  | 5    |
| 2005 |                               |            |        | Polska                               | Polska                               | Polska                               | Polska                               | Polska                               | Polska                               | Niemcy                               | Niemcy                               | Polska                               | 210  | 2    |
| 2005 | Automobilklub Rzemieślnik     | Estonia 25 | Lancia | 4                                    | 5                                    | 5                                    | 4                                    | 6                                    | 5                                    | NU                                   | 6                                    | 4                                    | 210  | 2    |